# Храм Покрови Пресвятої Богородиці (Дніпро)
Храм Покрови Пресвятої Богородиці (Покровська церква) — зруйнований храм у місті Дніпро, що розташовувався у північно-західному куті сучасної Старомостової площі Дніпра, на перетині осей сучасних вулиць Вокзальної та Привокзальної. 

## Історія
Була однією з найстаріших церков Катеринослава. Дерев'яний храм зведено 1798 року для релігійних потреб працівників Катеринославської суконної фабрики (з міста Дубровна) й шовково-панчішної фабрики (з міста Стара Купавна). Спочатку будівля розташувалася між Фабричною слобідкою й корпусами власне фабрик. За спогадами сучасників першої половини XIX століття храм оточувалася високими тополями та осиками. У ній співав чудовий хор, учасниками якого були фабричні робітники та їхні дітлахи (хлопчики), що завжди були одягнені в темно-зелені козакини з червоними комірами, обшлагами на рукавах й з пасками.
Після закриття фабрики у 1837 році до середини XIX століття церковна будівля занепала. Її розібрали, а частини, що залишилися, перемістили у село Попівка (Мануйлівка). У 1870 році за значне пожертвування купця, торговця лісом Миколи Новікова була зведена кам'яна Покровська церква, яку звели східніше старої дерев'яної, наблизив до житлових кварталів. Невелика будівля за архітектурою була типова для сільських храмів, що у той час у великій кількості будувалися на просторах Російської імперії. Територія храму була обнесена високим парканом, за яким, крім самої церкви, розташувалися приміщення для її служителів, а також могили тих, хто раніше відправляв в ній службу (серед них — могила першого начальника Катеринославської залізниці Олександра Верховцева). Навколо церкви густо росли дерева.
Більшовицька влада закрила Покровський храм й перетворила його на сховище. 
За німецько-радянської війни від бомбувань німецької авіації Амурського мосту й ешелонів на залізничній станції, 16 серпня 1941 року, одна з бомб влучила у церковну будівлю, завдавши їй значних руйнувань. У перші повоєнні роки залишки Покровського храму були розібрані.
На колишній території церкви сьогодні розташована частина Старомостової площі, будинки залізничної бази обслуговування пасажирів Дніпровської пасажирської вагонної ділянки, Придніпровського міжтериторіального об'єднання залізничних ресторанів, житловий будинок залізничників, невелика ділянка хлібозаводу.